# 1992 aux États-Unis
Pour des articles plus généraux, voir Chronologie des États-Unis et 1992.
Chronologie des États-Unis
- 1988
- 1989
- 1990
- 1991
- 1992
- 1993
- 1994
- 1995
- 1996

Cette page concerne des événements d'actualité qui se sont produits durant l'année 1992 du calendrier grégorien aux États-Unis.

## Gouvernement
- Président : George H. W. Bush
- Vice-président : Dan Quayle
- Secrétaire d'État : James Baker jusqu'au 23 août, puis Lawrence Eagleburger, à partir du 8 décembre
- Chambre des représentants - Président : Tom Foley (Parti démocrate)

## Événements
- Janvier : George H. W. Bush devient le premier président américain à s'adresser au parlement australien.
- 10 mars : lors du Super Thuesday, George H. W. Bush et Bill Clinton remportent la plupart des primaires.
- 6 avril : sortie de Windows 3.1.
- 9 avril-1er mai : émeutes de Los Angeles, à la suite de l’affaire Rodney King (acquittement de quatre policiers blancs accusés d'avoir battu un automobiliste noir). Les émeutes furent caractéristiques de nombreux pillages, meurtres et incendies criminels qui détruisirent 1 100 bâtiments. La gravité de la situation et l'incapacité des forces du LAPD à rétablir l'ordre obligea le maire Tom Bradley à demander au 3e jour d'émeutes l'appui des autorités de l'État de Californie et du gouvernement fédéral. 10 000 soldats de la garde nationale, 1 700 agents fédéraux et 13 500 militaires de l'armée fédérale furent déployés à Los Angeles pour rétablir l'ordre. Les émeutes prirent fin au 6e jour et 11 000 personnes furent arrêtés. On dénombra 35 morts et 2 300 personnes blessées. Les dégâts furent estimés à plus d'1 milliard de dollars. Les 4 policiers furent rejugés et condamnés à 30 mois de prison.
- Les émeutes se propagent à des villes comme San Francisco, Las Vegas, Atlanta et New York et font 59 morts et 2 328 blessés.
- 16 mai : atterrissage de la navette spatiale Endeavour.
- 16 juin : traité START II. Accord entre Boris Eltsine et George Bush pour la réduction du nombre des missiles intercontinentaux (ICBM) que déploieront les États-Unis.
- 24 juin : le Drapeau franco-américain est déployé officiellement pour la première fois à Manchester, New Hampshire. Ce drapeau a été présenté par la chanteuse Édith Butler dans le cadre d'une tournée.
- 28 juin : tremblement de terre de magnitude 7,3 en Californie.
- 16 juillet : Bill Clinton et Al Gore sont nommés candidats lors de la convention démocrate.
- 24 - 28 août : l'ouragan Andrew tue 65 personnes en Floride.
- 9 octobre : chute d'une météorite de 13 kg à Peekskill, New York.
- 3 novembre : Élection de William (« Bill ») Jefferson Clinton (Démocrate) comme président des États-Unis avec 43 % des suffrages sur George Bush (38 %) et Ross Perot (19 %), avec 45 % d’abstentions. Les démocrates conservent la majorité au Sénat et à la Chambre des représentants.
- 5 décembre : Déploiement de 30 000 soldats américains en Somalie, dans le cadre de l'opération onusienne Restore Hope.
- Célébration du cinq centième anniversaire de l’arrivée de Christophe Colomb. Les Indiens, rejoint par d’autres américains, organisent des manifestations nationales de protestation.

## Économie et société
- Prolongement de la durée de l’assurance-chômage.
- Durcissement des oppositions sur l’interruption volontaire de grossesse (IVG).
- Signes de reprise économique.
- 1 % des plus riches détiennent 42 % de la richesse nationale (22 % en 1979).
- Réduction de 2 % du budget militaire, qui passe de 281 milliards de dollars à 275 milliards.
- 7,9 % de chômeurs
- Déficit budgétaire record à 295 milliards de dollars (5,0 % du PIB), le plus élevé en temps de paix.

## Culture

### Cinéma

#### Films américains sortis en 1992
- x

#### Autres films sortis aux États-Unis en 1992
- x

#### Oscars
- Meilleur film :
- Meilleur réalisateur :
- Meilleur acteur :
- Meilleure actrice :
- Meilleur film documentaire :
- Meilleure musique de film :
- Meilleur film en langue étrangère :

## Naissances en 1992
- x

## Décès en 1992
- x